# مدرسة بغداد
كانت مدرسة بغداد، المعروفة أيضًا باسم المدرسة العربية، مدرسة للفن الإسلامي قصيرة العمر نسبيًا ولكنها مؤثرة تم تطويرها خلال أواخر القرن الثاني عشر في العاصمة بغداد للخلافة العباسية الحاكمة. تلاشت الحركة إلى حد كبير بحلول أوائل القرن الرابع عشر، بعد خمسة عقود من غزو المغول عام 1258 وسقوط حكم العباسيين، وفي النهاية تم استبدالها بحركات أسلوبية من التقاليد المغولية. تشتهر مدرسة بغداد بشكل خاص بنهجها المميز في تصوير المخطوطات. كانت الوجوه التي تم تصويرها في الرسوم فردية ومعبرة، حيث غالبًا ما تسلط المشاهد على السمات الواقعية للحياة اليومية من تلك الفترة. استخدمت هذه الحركة الأسلوبية ألوانًا قوية ومشرقة، واستخدمت إحساسًا متوازنًا بالتصميم وجودة زخرفية، وغالبًا ما تفتقر الرسوم التوضيحية إلى الإطارات التقليدية وتظهر بين أسطر النص على صفحات المخطوطات.

## خلفية
تشتهر مدرسة بغداد للفنون بأعمالها المخطوطة. تألفت المدرسة من الخطاطين والرسامين والناسخين والمترجمين الذين تعاونوا لإنتاج مخطوطات مضيئة مشتقة من مصادر غير عربية. بلغ الأسلوب الفني المميز لمدرسة بغداد، والذي يتميز بشخصيات مرحة تحمل وجوهًا معبرة للغاية وإيماءات يدوية (بدلاً من الأشخاص النمطية)، ذروته في النصف الأول من القرن الثالث عشر، على الرغم من أنه يمكن تحديد بعض الأمثلة في فترات سابقة. تمثل الرسوم التوضيحية في هذا الأسلوب مزيجًا ماهرًا من الميزات البيزنطية والفارسية والعربية.
لم يبقَ على قيد الحياة سوى عدد قليل جدًا من النسخ المضيئة للقرآن من هذه الفترة، ولكن لا يزال عددًا من المخطوطات العلمانية موجودًا. هذه المخطوطات هي في الأساس رسائل علمية أو تعليقات اجتماعية.
صاغ المستشرق الفرنسي، يوستاش دي لوري، الوصف، «مدرسة بغداد» في عام 1938، عندما قام بتنسيق معرض للرسوم التوضيحية من مقامات بديع الزمان الهمذاني لمكتبة فرنسا الوطنية. استخدم بعض مؤرخي الفن والقيمين مصطلح مدرسة بلاد ما بين النهرين، بينما اقترح علماء آخرون أنه يجب استبدال المصطلح بشيء أوسع، مثل المدرسة العربية للمنمنمات، لأن دعاة هذا المصطلح لم يقتصروا على بغداد والعراق فقط.

## ترجمات ورسوم توضيحية للمقالات الخمس
كانت المواد الطبية اليونانية، ولا سيما الأعشاب والحيوانات، التي وصفت الخصائص والاستخدامات الطبية للنباتات والحيوانات المختلفة الموجودة في عالم البحر الأبيض المتوسط، من بين الكتب المنسوخة. تم اكتشاف العديد من الترجمات العربية لعمل ديسقوريدوس (المقالات الخمس). اعتبرت أطروحة ديسقوريدوس ذات أهمية خاصة، ولا تزال واحدة من أفضل الأمثلة على ترجمة المخطوطات والتوضيحات التي أنتجتها مدرسة بغداد.
من بين هذه المخطوطات، تم إعادة تقييم المخطوطة المعروفة باسم (مخطوطة مشهد)، والتي كان يُعتقد في الأصل أنها من أعمال القرن الثالث عشر، وتأريخها الآن إلى ما بين 1152 و 1176، وهي تقدم أحد أقدم الأمثلة على الرسوم التوضيحية في أسلوب مدرسة بغداد. مثال آخر مبكر على هذه الترجمات هو الترجمة والعمل الذي ربما قام به عبد الله بن الفضل. تم اعتبار الرسوم التوضيحية ذات أهمية خاصة، ولا تزال واحدة من أفضل الأمثلة على ترجمة المخطوطات والرسوم التوضيحية التي أنتجتها مدرسة بغداد. كان ديسقوريدوس طبيبًا يونانيًا ذائع الصيت، ومعالجًا بالأعشاب، وصيدليًا يخدم الإمبراطورية الرومانية وجيوشها خلال القرن الأول الميلادي، واكتسب عمله تأثيرًا في جميع أنحاء العالم الإسلامي في العصور الوسطى.
بين أوراق مخطوطة مصورة من منتصف القرن الثالث عشر لديسقوريدس المواد الطبية "هي الصفحة بعنوان" طبيب إعداد وإكسير "، وأشار أيضا إلى من وهايلبرون الجدول الزمني للتاريخ الفن بأنه "إعداد الطب من العسل". يعود تاريخه إلى عام 1224 ميلادي، وقد وُجد في العراق أو الجزيرة الشمالية، ربما في بغداد. تُصوِّر الصفحة رسمًا توضيحيًا لطبيب ملتحي بغطاء رأس أزرق ملون وملابس حمراء جالسًا على كرسي مزخرف. إنه يخلط قدرًا أصفر مع مغرفة بينما يطل على مرجل أصفر يتدلى من حامل ثلاثي القوائم أحمر فوق وعاء أزرق عريض. يده الأخرى مرفوعة نحو فمه. يوجد إبريق أزرق كبير على يسار الحامل ثلاثي القوائم. هناك شجرتان متدليتان على جانبي المشهد تحملان أوراقًا ونوعين مختلفين مما يبدو أنه فاكهة ملونة أو أزهار، حمراء على اليسار وأصفر على اليمين. الأرض أسفل المشهد مغطاة بالعشب الأخضر، ولكن لا توجد خلفية مصورة في الرسم التوضيحي مما يقلل الإحساس بالعمق. يعد أسلوب الرسم الموضح على هذه الورقة المخطوطة مثالاً ممتازًا لمدرسة بغداد، الألوان زاهية ومميزة والأشياء التي تم تصويرها في المشهد لها تصميم متوازن ومتناسق مع الأشجار التي تؤطر الرسم التوضيحي، وأخيراً، تصميم الرجل. يبدو أن الوجه في حالة تأمل عميق ومعبّر. يتمتع المشهد نفسه بجودة واقعية وشخصية، حيث يصور طبيبًا في بيئة طبيعية وهو يعد مزيجًا طبيًا يحتوي على العسل لمرضاه، ومع ذلك يتميز أيضًا بخصائص تزيينية بتصميمه واختياره للألوان، وهي ميزة أخرى مميزة لـ مدرسة بغداد.
الرسوم التوضيحية والنصوص من الترجمة العربية للقرن الثالث عشر للمقالات الخمس

## النسخ والتوضيح للمقامات
كان الفنان العباسي يحيى الواسطي الذي ربما عاش في بغداد في أواخر العصر العباسي (القرنين الثاني عشر والثالث عشر)، من أبرز الداعين إلى مدرسة بغداد. في 1236-1237، من المعروف أنه قام بنسخ وتوضيح كتاب المقامات (المعروف أيضًا باسم المحافل أو الجلسات)، وهي سلسلة من الحكايات السخرية الاجتماعية التي كتبها الحريري من البصرة. تتعلق السرد بأسفار رجل في منتصف العمر حيث يستخدم سحره وبلاغته ليشق طريقه عبر العالم العربي.
رسوم يحيى الواسطي من مقامات الحريري

## أعمال أخرى

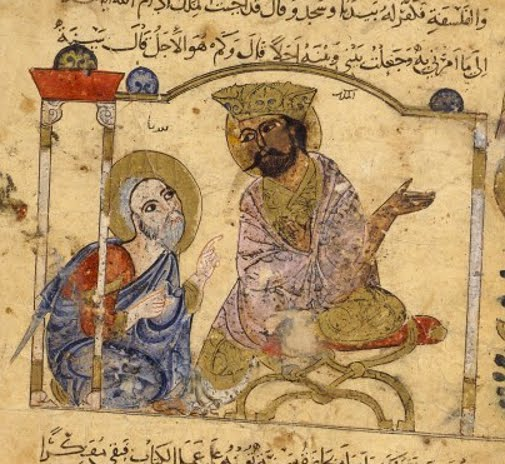
رجلان يتحدثان من كليلة ودمنة، ج. 1222

ومع ذلك، فهناك أمثلة أخرى للعمل في أسلوب مدرسة بغداد تشمل الرسوم التوضيحية في كليلة ودمنة (الفصول الخمسة)، (1222)؛ مجموعة من الخرافات الهندوسية ترجمت إلى العربية، ورسائل إخوان الصفا (رسائل الإخوان الصادقين) (1287)؛ مثال على مخطوطة مضيئة تم إنتاجها بعد الغزو المغولي.

## ميراث
في القرن العشرين، كانت رسومات الواسطي ومدرسة بغداد بمثابة مصدر إلهام لمجموعة بغداد للفن الحديث. تأسست في الخمسينات من القرن الماضي من قبل الفنانين جواد سليم وشاكر حسن آل سعيد، اعتقد أعضاء المجموعة أن الغزو المغولي للقرن الثالث عشر يمثل «كسرًا في سلسلة الفن العراقي التصويري» وأرادوا إعادة تأكيد مواطنهم. الهوية وبناء هوية عراقية مميزة تشير إلى التراث والتقاليد. كقائد للمجموعة، روج سليم لفكرة (إستلهم التراث) «البحث عن الإلهام من التقاليد»